# Kueretú
Kueretú (Kweretu, Coretu, Coretú, Cueretu, Cueretú), danas nestalo pleme američkih Indijanaca porodice Tucanoan s rijeke Caritáya, pritoke Mirití Paraná. Njihov teritorij prostirao se zapadno od grada La Pedrera na jugu Kolumbije u departmanu Amazonas i susjednom području brazilske države Amazonas. 
Istoimeni nestali jezik ovog naroda bio je član porodice tucanoan.

## Rječnik
Kueretú/Portugalski/Španjolski/Engleski/Hrvatski
- hé(e)kiere = lenha / leña / firewood /ogrjevno drvo
- nuurüri  = pênis / pene / penis /penis
- anárö  = vagina, vulva / vagina, vulva / vagina, vulva /vagina
- nö(e)mölokéri  = céu / cielo / sky / nebo